# Бондаренко Аверкій Ісакович
Бондаренко Аверкій Ісакович (1890 — 22 листопада 1921, містечко Базар, Базарська волость, Овруцький повіт, Волинська губернія) — вояк Армії УНР.

## Життєпис
Народився у селі Синиця Канівського повіту Київської губернії .
З 1918 в Армії УНР.
Під час Другого Зимового походу — козак 2-го куреня 4-ї бригади 4-ї Київської дивізії.
Потрапив у полон 17 листопада під час бою під Малими Міньками.
Розстріляний більшовиками 22 листопада 1921.
Реабілітований 27 квітня 1998.

## Вшанування пам'яті
- Його ім'я вибите серед інших на Меморіалі Героїв Базару.
- 20 листопада 2010 у місті Богуслав Київської області урочисто відкрито пам'ятний знак, присвячений двом воїнам Армії УНР: Білецькому Івану Омельковичу та Бондаренку Оверку Ісаковичу, які під час Другого зимового походу були страчені під Базаром у листопаді 1921 року.